# St-Martin (Volonne)

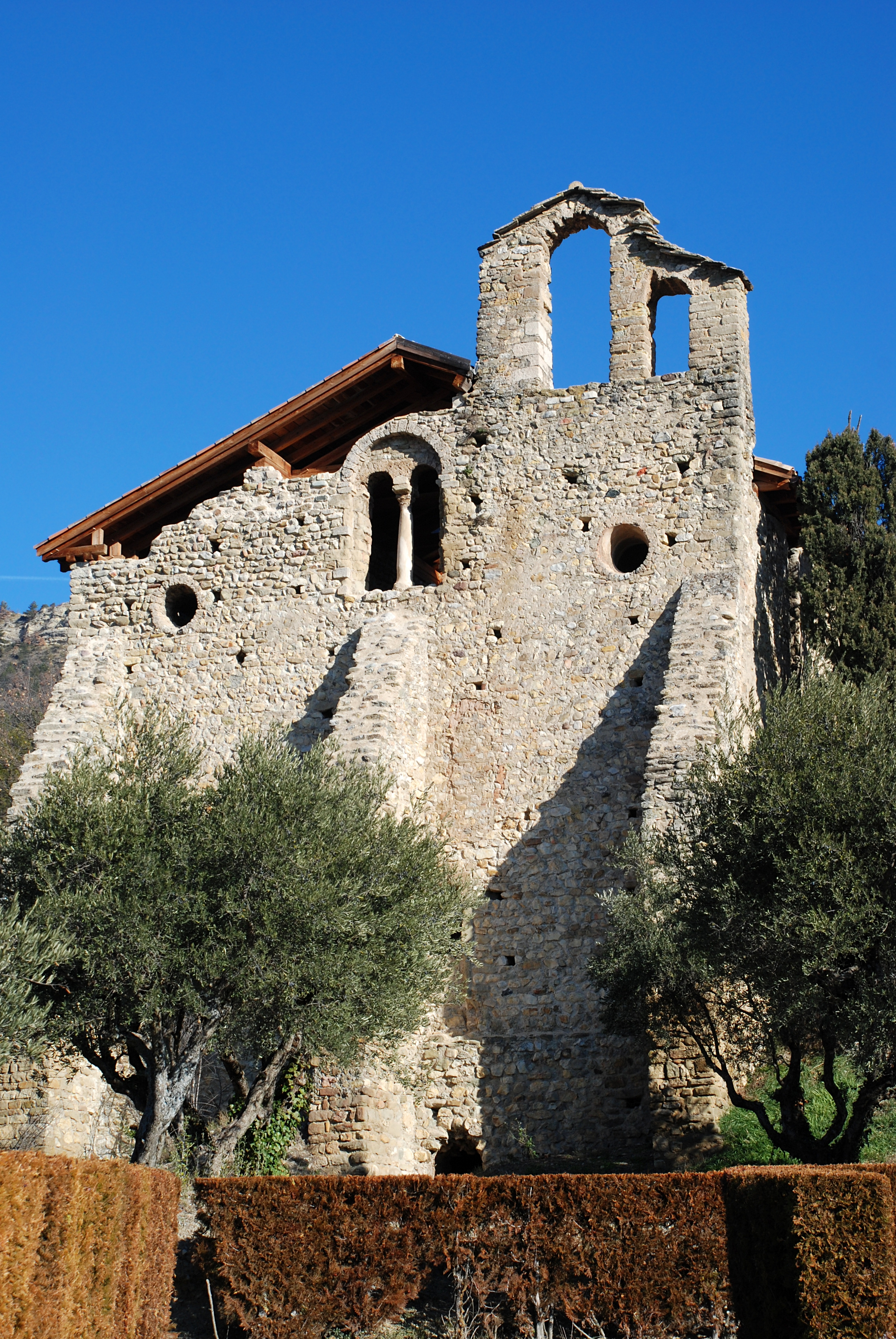
Saint-Martin in Volonne

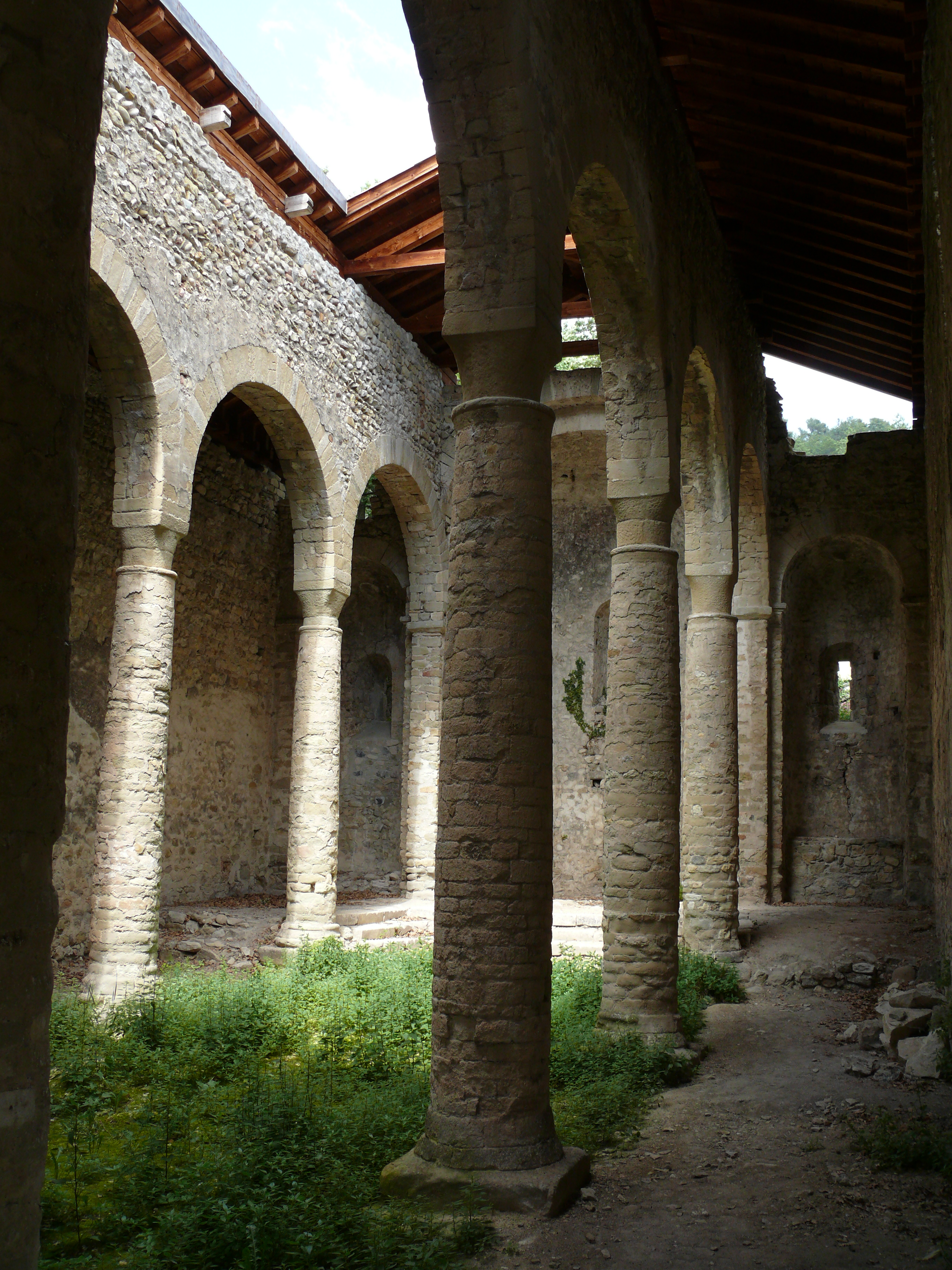
Innenansicht der Kirche

Die katholische Kirche St-Martin in Volonne, einer französischen Gemeinde im Département Alpes-de-Haute-Provence in der Region Provence-Alpes-Côte d’Azur, wurde im 11. Jahrhundert errichtet. Die Kirche, an die sich ein Friedhof anschließt, ist seit 1971 als Baudenkmal (Monument historique) geschützt.

## Architektur
Die Westfassade wird von drei Strebepfeilern gestützt und besitzt zwei Okuli und ein Zwillingsfenster, das von einer Säule mit Palmettenkapitell getrennt wird. Auf dem Dach sitzt ein Dachreiter mit Glocke. Der größte Teil des Mauerwerks besteht aus Bruchstein, es ist mit vielen Rüstlöchern versehen.
Die Kirche in Form einer Basilika hat ihre Holzdecke bei einem Brand verloren. Die Seitenschiffe werden vom Langhaus durch Säulen mit schlichten quadratischen Kapitellen abgetrennt. Die Apsis, höher als das Schiff, ist durch einen doppelten Triumphbogen getrennt und von einer Halbkuppel gedeckt. Sie wird von einem schlichten Mittelfenster erhellt.